# 이석두
이석두(李石竇, 일본식 이름: 岩本文璡 또는 岩本宇弘)는 일제강점기의 승려이다.

## 생애
팔공산 은해사 재적 승려였다는 것 외에는 알려진 바가 적다. 1937년 당시 31대 본산의 하나로 경상북도 영천군 소재인 은해사에서 감무로 재직하고 있었다. 은해사 감무로서 중일 전쟁 참전 일본군을 위한 위문금 50원을 헌납한 일이 있다.
1940년 4월 27일 은해사 주지 선거가 열려 이석두가 주지로 선출되었다. 당시 주지 선거는 도청과 군청의 일제 관리들이 입회하여 치러졌다. 이 무렵 이석두는 창씨개명을 하였고 조선총독부로부터 주지 인가를 받아 진산식도 치렀다.
1941년 초 은해사는 신년을 맞아 황군 무운장구 기원과 전몰장병 위령 법요라는 행사를 봉행했다. 은해사에는 경북 5개 본산이 연합해 세운 오산불교학교가 설치되어 있었는데, 이 행사에는 오산불교학교 측도 설법으로 동참했다. 1941년 7월 7일 열린 중일 전쟁 4주년 기념 법회는 지주인 이석두가 직접 집례를 하여 황군 전몰장병 위령제를 거행했다.
3년 간의 주지 임기를 마친 뒤 1943년 조선총독부로부터 재임 인가를 받았다. 두 번째 주지 임기 중인 1944년  7월 조계종이 해군기 1대를 헌납하기 위해 본산 별로 모금액을 책정했을 때 2,050원을 모금해 총본산에 납부했다. 1944년 이후의 행적은 알 수 없다.
2008년 민족문제연구소가 발표한 친일인명사전 수록예정자 명단 불교 부문에 포함되었다.

## 같이 보기
- 은해사

## 참고자료
- 임혜봉 (2005년 3월 1일). 〈이석두 : 일본군 위령제를 봉행한 은해사 주지〉. 《친일 승려 108인》. 서울: 청년사. 259~260쪽쪽. ISBN 9788972783848.